# Sisakhani (Kavrepalanchok)
Sisakhani (nep. सिसाखानी) – gaun wikas samiti w środkowej części Nepalu w strefie Bagmati w dystrykcie Kavrepalanchok. Według nepalskiego spisu powszechnego z 2001 roku liczył on 331 gospodarstw domowych i 2115 mieszkańców (1048 kobiet i 1067 mężczyzn).